# 承恩門 (太原)

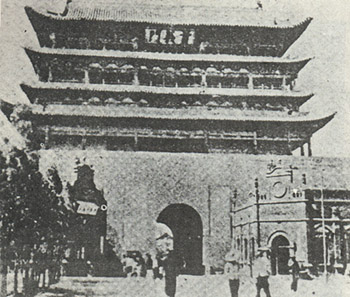
民国时期的首义门

承恩门，即今首义门，始建于1376年，为明太原府城八大门之一的南门。今首义门为2020年新建，占地面积1800平方米，长60米，宽32.9米，高39.25米，位于五一广场北广场，现为太原市重要地标。
城门最初名为“太平门”，后改为“承恩门”。咸丰元年（1851年）八月承恩门因大火毁于一旦。光绪十三年（1887年），重建后得名“新南门”。辛亥革命期间，太原义军从新南门突入，夺取太原全城。为纪念义军的胜利，遂更名“首义门”。第二次国共内战期间，首义门于战火中被重创，并于中华人民共和国成立初期彻底拆除，原址改建为五一广场。
2020年开始，当地政府对五一广场进行整体改造，首义门以标志性历史建筑的名义得以得到复建，并于2021年11月3日正式开放。

## 历史沿革

清代承恩门

始建于明洪武九年（1376年），因谢成扩建太原城而建，是为新建太原城的东南门。初名“太平门”，后取“承迎恩泽”一词中“承”“恩”二字改名“承恩门”。因其正对晋王府正门南华门，有专供晋王府出入之用，逐渐成为八大门中规模最高者。
清咸丰元年（1851年），承恩门因大火毁于一旦。再至光绪十二年（1886年），汾河洪水决堤，冲毁了承恩门原有的关城及箭楼。光绪十三年（1887年）补建后，为与原有的大南门（即迎泽门）做区分，遂改名“新南门”。此后，新南门便长期封闭。
光绪三十三年（1907年），正太铁路竣工，因太原火车站建于新南门外，城门因此再度打开，并逐渐成为由太原火车站进入城区的便捷通道。其沿线街道快速成为了商业市场和繁华地段，太原城的交通中心也由原来的迎泽门转移到临近火车站的新南门附近。
1911年10月29日，山西新军1,000多名官兵从新南门突入，成功发动了起义。为纪念义军的胜利，便将城门更名为“首义门”。
1949年，太原戰役中，首义门重创于炮火，难以修复，最终在中华人民共和国成立后彻底拆除，原址于1951年兴建了五一广场。
2020年5月22日，太原市规划和自然资源局公示《五一广场改造设计方案》，宣布“首义门”的复建工作将结合历史资料在五一广场的北广场进行，并于2020年9月4日正式开始封闭改造。2021年11月3日，首义门复建工程竣工并拆除围挡，正式与市民见面。

## 重建

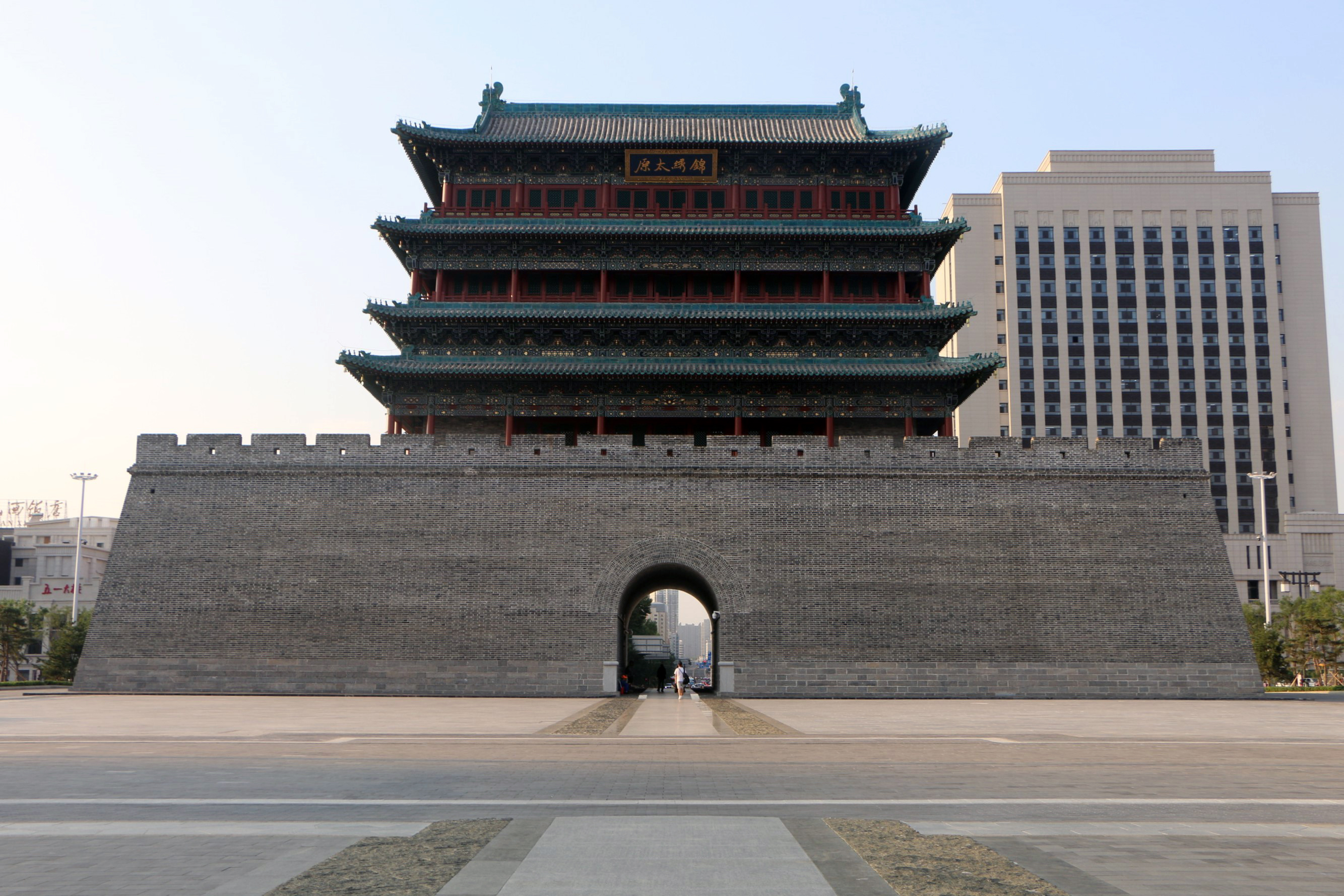
重建的太原首义门

现存重建的首义门于2021年建成，位于五一广场北广场，占地面积1,800平方米，长60米，宽32.9米，高39.25米，现为太原市重要地标。底座城台为混凝土浇筑，有路穿门而过；上部城楼为纯木结构，采用中国传统榫卯工艺，最高层有牌匾，黑底金字，书“锦绣太原”四字。门北侧建有铜造明太原府城微缩建筑模型。
城台内部有两门洞，挂有“锦绣太原”四字牌匾，曾于2021年11月30日开展了“锦绣太原展”活动。
城楼上装有彩灯，每至天黑，灯光亮起，城楼璀璨辉煌。